# Unités urbaines dans la Creuse
Les unités urbaines dans la Creuse sont des agglomérations urbaines françaises situées dans le département de la Creuse, en région Nouvelle-Aquitaine.
Elles sont définies principalement sur le critère de la continuité du bâti par l’Institut national de la statistique et des études économiques (Insee). Plus précisément, l'unité urbaine correspond à une commune ou un ensemble de communes dont plus de la moitié de la population réside dans une zone agglomérée de plus de 2 000 habitants dans laquelle aucune habitation n'est séparée de la plus proche de plus de 200 mètres.
En 2020, la Creuse comprend 4 unités urbaines.

## Liste des unités urbaines
Le tableau ci-dessous présente la liste des 4 unités urbaines dans le département (classement par code Insee) :
| Code Insee | Unité urbaine   | Communes | Aire d'attraction | Superficie (km²) | Population (2022) | Densité (hab/km²) |
| ---------- | --------------- | -------- | ----------------- | ---------------- | ----------------- | ----------------- |
| 23101      | Bourganeuf      | 1        | -                 | 22,5             | 2 408             | 109               |
| 23102      | Aubusson        | 1        | Aubusson          | 19,2             | 3 036             | 166               |
| 23201      | La Souterraine, | 1        | La Souterraine    | 37,1             | 4 928             | 134               |
| 23301      | Guéret          | 2        | Guéret            | 42,9             | 13 893            | 320               |

## Pour approfondir